# 尹大栄
尹 大栄（日本語: ユン・テーヨン、朝鮮語: 윤 대영、英語: Yoon Daeyoung、中国語: 尹 大荣、1960年7月 - ）は、日本の経営学者（経営組織論・国際比較経営論・産業集積論・経営戦略論）。学位は博士（経営学）（神戸大学・1993年）。長野県立大学グローバルマネジメント学部教授。
東亜大学経営学部講師、静岡県立大学経営情報学部教授などを歴任した。

## 来歴

### 生い立ち
1960年、大韓民国にて生まれた。以降、大韓民国にて育つ。1979年、ソウル特別市にある漢陽大学校に入学し、工科大学電子工学科にて工学を学んだ。
1982年、「海外技術研修生」として日本を訪問し、その2年後、富山大学に入学した。同大学では経済学部の経営学科にて経営学を学び、1988年に卒業した。その後、神戸大学大学院経営学研究科に進み、博士課程を修了し、「博士（経営学）」の学位を得た。

### 学究活動
神戸大学大学院を修了後、山口県下関市にある東亜大学に採用され、経営学部にて講師として教鞭をとった。
1997年、静岡県立大学の経営情報学部にて助教授を務めた。その後、静岡県立大学経営情報学部の経営情報学科にて准教授を務めた。また、同大学の大学院にて、経営情報学研究科の経営情報学専攻の准教授も兼務した。さらに、2011年に経営情報イノベーション研究科が新設されると、経営情報イノベーション専攻の准教授も兼務することとなった。なお、経営情報イノベーション研究科の前身となった経営情報学研究科は、在籍中の院生が修了する2012年3月までは並存するため、それまでの間は、経営情報学研究科においても引き続き経営情報学専攻の准教授を兼務した。その後、静岡県立大学の経営情報学部にて教授に昇任した。また、静岡県立大学の大学院においても、経営情報イノベーション研究科の教授を兼務することとなった。また,
下関市立大学経済学部、富士常葉大学経営学部、静岡大学人文社会科学部、延世大学校グローバル行政学部において、それぞれ講師を非常勤で兼任した。さらに、マンチェスター大学大学院やフィレンツェ大学にて、それぞれ客員研究員を兼任していた。のちにモスクワ国際関係大学の客員研究員も兼任した。
長野県立大学に転じ、グローバルマネジメント学部の教授に就任した。

## 研究
漢陽大学校では電子工学科に通っていたが、富山大学に入学以降は経営学を専門としている。特に、経営組織論、国際比較経営論、産業集積論、経営戦略論などを中心に研究を進めている。産業集積の研究の例としては、静岡県に立地する蔵元などを調査し清酒産業の興隆を纏めた研究などが挙げられる。

## 略歴
- 1960年 - 誕生。
- 1979年 - 漢陽大学校工科大学電子工学科入学。
- 1988年 - 富山大学経済学部卒業。
- 1993年 - 神戸大学大学院経営学研究科博士課程修了。
- 1993年 - 東亜大学経営学部講師。
- 1997年 - 静岡県立大学経営情報学部助教授。
- 2007年 - 静岡県立大学経営情報学部准教授。
- 2007年 - フィレンツェ大学客員研究員。

## 著作

### 共著
- 王効平・尹大栄・米山茂美共著『日中韓企業の経営比較』税務経理協会、2005年。ISBN 9784419046309

### 寄稿
- 大坪檀・青山英男編『続・情報社会と経営』文眞堂、1998年。ISBN 4830943149
- 佐藤憲正編著『国際経営論――グローバル化時代とニューアジア経営の展望』学文社、2005年。ISBN 9784762012228
- 影山喜一編『地域マネジメントと起業家精神』雄松堂出版、2008年。ISBN 9784841904987

### 論文
- 尹大栄稿「静岡県の清酒産業に関する研究」『経営と情報』22巻1号、静岡県立大学経営情報学部、2009年11月13日、23-36頁。ISSN 0918-8215